# یواس‌اس چنج (ای‌ام-۱۵۹)
یواس‌اس چنج (ای‌ام-۱۵۹) (به انگلیسی: USS Change (AM-159)) یک کشتی با طول ۱۸۴ فوت ۶ اینچ (۵۶٫۲۴ متر) بود. این کشتی در سال ۱۹۴۲ ساخته شد.